# Flugkörpergeschwader
Flugkörpergeschwader (FKG) war die Bezeichnung für zwei mit ballistischen Pershing I-Raketen ausgerüstete mobile Verbände der Luftwaffe der deutschen Bundeswehr. Im Rahmen der NATO-Nuklearstrategie Flexible Response diente der deutsche Beitrag mit den Kurzstreckenraketen (SRBM) der nuklearen Abschreckung. Im Verteidigungsfall war die Bestückung dieser deutschen Flugkörper mit US-amerikanischen nuklearen Sprengköpfen vorgesehen. Die beiden Geschwader unterstanden jeweils einer Luftwaffendivision. Innerhalb der NATO-Kommandostruktur war das Flugkörpergeschwader 2 ab 1970 zudem der Second Allied Tactical Air Force (2. ATAF) und das Flugkörpergeschwader 1 der Fourth Allied Tactical Air Force (4. ATAF) unterstellt. Außerdem bestanden in Westdeutschland die von den US-Streitkräften der 56th Field Artillery Brigade stationierten drei Pershing-Verbände in Neckarsulm, Neu-Ulm und Schwäbisch Gmünd. 

## Vorläufer
Vorläufer der Flugkörpergeschwader war die seit Anfang 1958 bestehende Flugkörpergruppe 11 in Kaufbeuren mit dem Flugkörper TM 61-Matador. Nach der Aufstellung der Flugkörpergeschwader 1 und 2 erfolgte zum 1. Oktober in Kaufbeuren die Aufstellung der Flugkörpergruppe 13 (FKGr-13).

## Flugkörpergeschwader 1

Geschwaderwappen des FKG 1

Die Aufstellung des Flugkörpergeschwaders 1 (FKG 1) mit dem Waffensystem Pershing begann am 1. September 1963 in Landsberg/Lech und unterstand der 1. Luftwaffendivision in Fürstenfeldbruck. Mit Indienststellung der Flugkörperausbildungs-/Trainingsgruppe sowie der Flugkörpergruppen 12 und 13 und der Auflösung der Flugkörpergruppe 11 waren 1965 die Maßnahmen zum Aufbau des Geschwaders abgeschlossen. Im August 1964 trafen die ersten Pershing-Raketen in Landsberg (Saarburgkaserne) ein. Die QRA-Stellung (Sofortbereitschaftsstellung) befand sich von 1966 bis 1976 in Schwabstadl und ab 1976 in Görisried-Ochsenhof. Für die Bereitstellung der Gefechtsköpfe im Rahmen der nuklearen Teilhabe war ab Januar 1971 das 74th United States Army Field Artillery Detachment zuständig. Zuvor von November 1969 bis Januar 1971 das 82nd US Army Missile Detachment.

## Flugkörpergeschwader 2
Das Flugkörpergeschwader 2 (FKG 2) mit dem Waffensystem Pershing 1a, wurde am 1. Januar 1965 in Lechfeld aufgestellt, verlegte im September 1965 nach Nörvenich, im August 1966 in die Diedenhofen-Kaserne nach Wuppertal und 1968 zum neuen Standort Geilenkirchen-Teveren (ab 1981 in der Selfkant-Kaserne in Geilenkirchen-Niederheid) und war der 3. Luftwaffendivision in Kalkar unterstellt. Dem FKG 2 waren zudem die Flugkörpergruppen 21 und 22 sowie die Flugkörperausbildungs-/Trainingsgruppe unterstellt. Die QRA-Stellung (Sofortbereitschaftsstellung) befand sich von 1976 bis November 1986 in Wegberg-Arsbeck. Für die Bereitstellung der Gefechtsköpfe im Rahmen der nuklearen Teilhabe war das 85th United States Army Field Artillery Detachment zuständig.

Geschwaderwappen des FKG 2
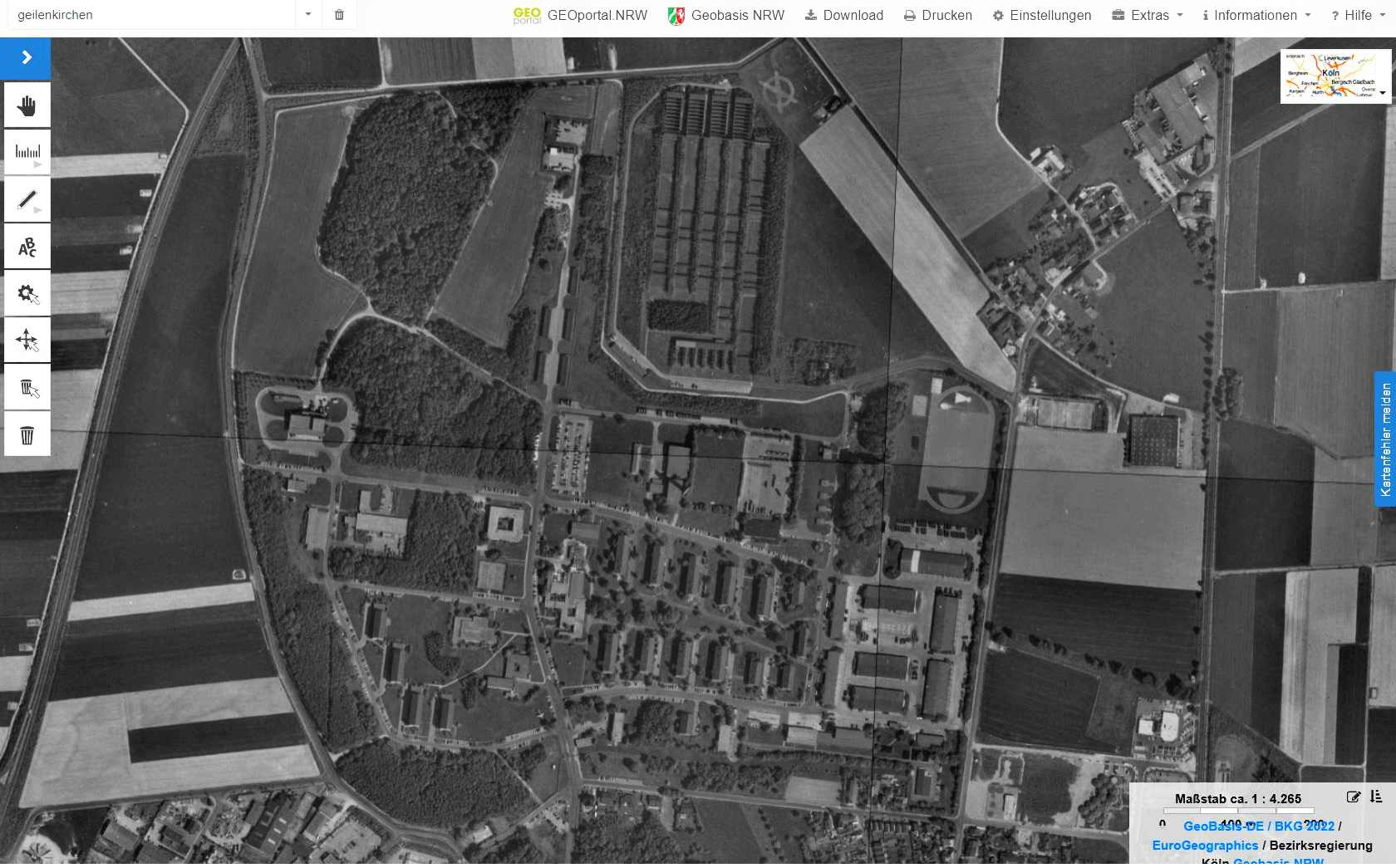
Selfkantkaserne 1988
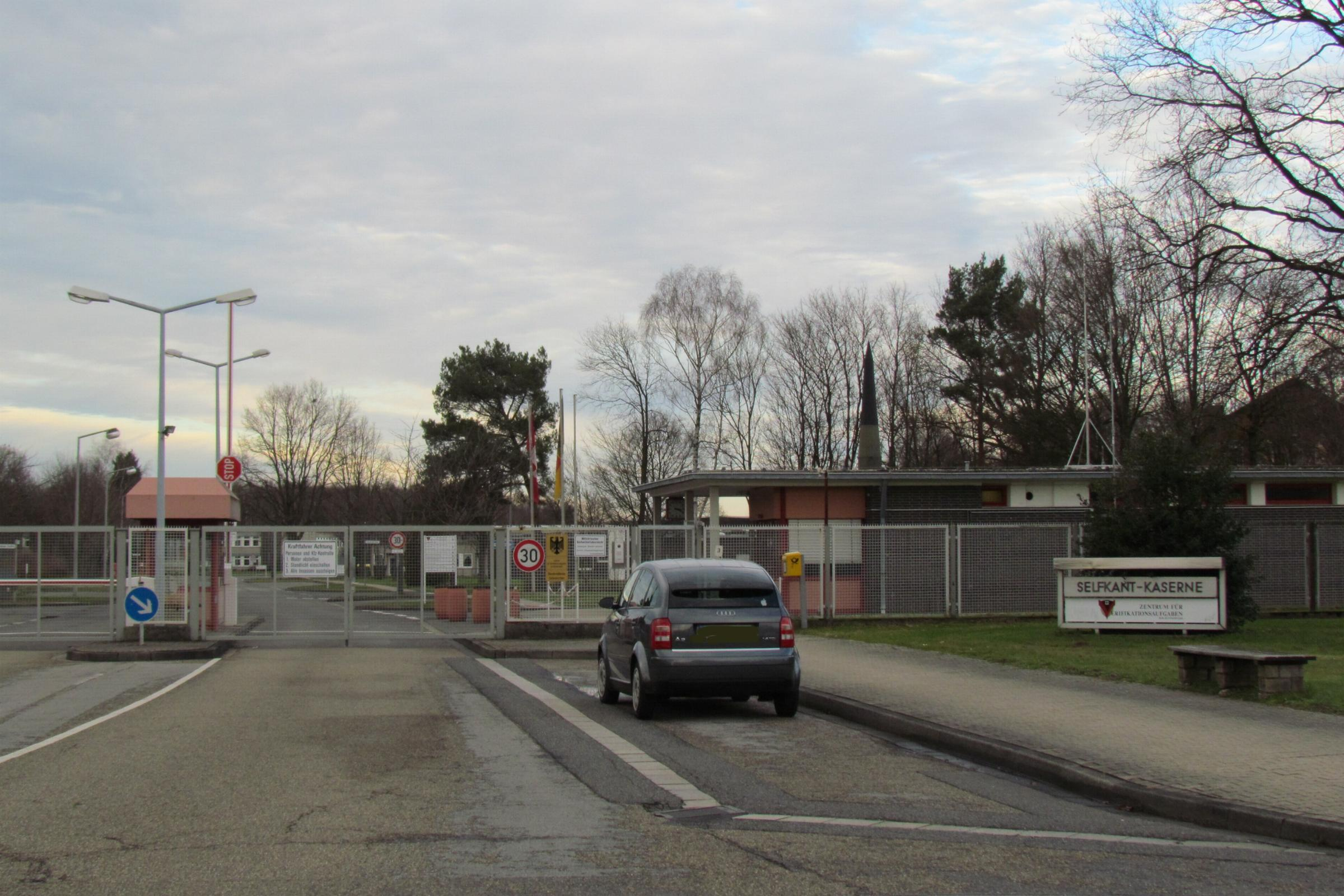
Kaserneneingang in Niederheid

## Einführung des Waffensystems Pershing 1a

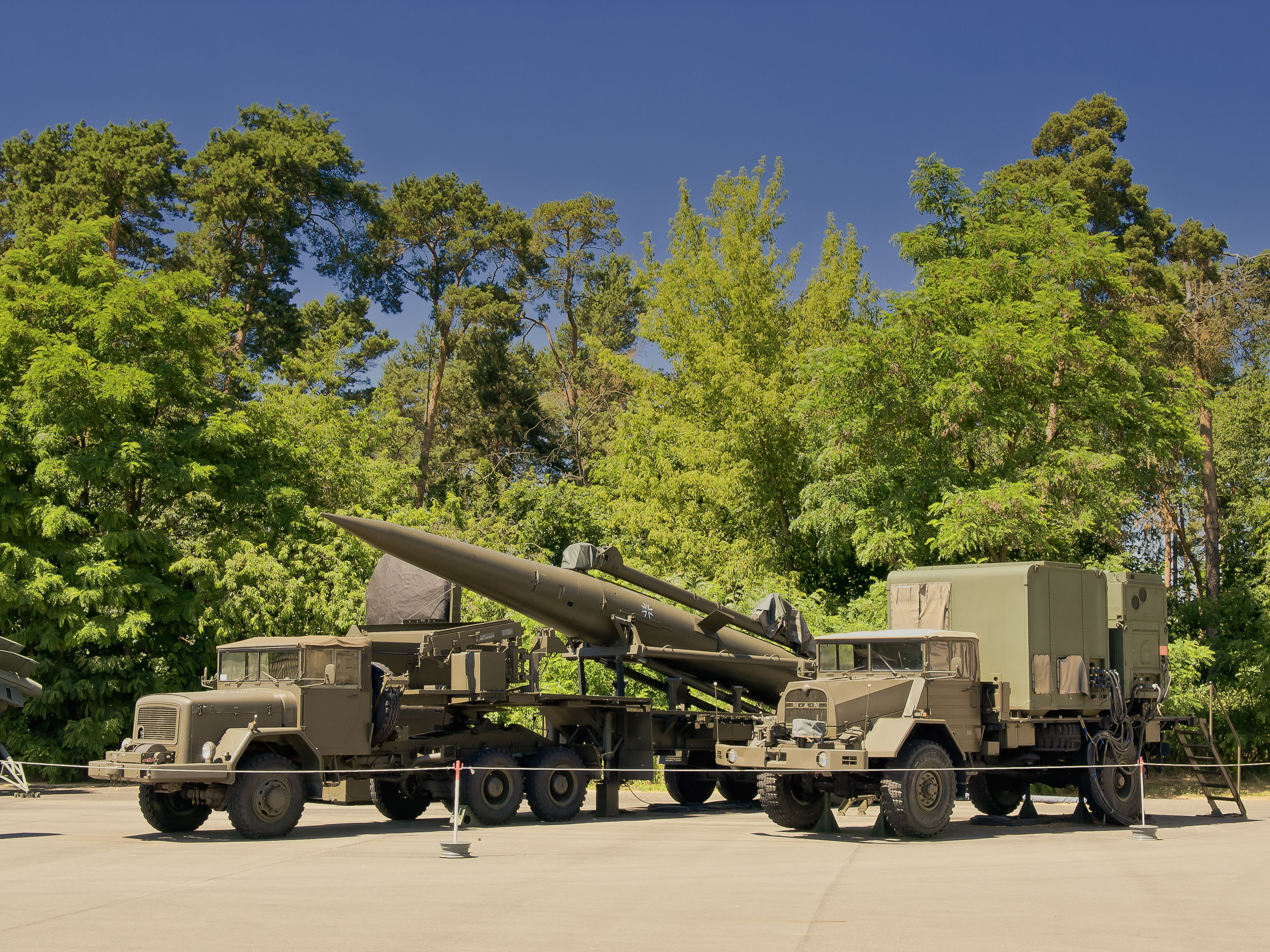
Pershing 1a der Bundeswehr aus dem Flugkörpergeschwader 2, Geilenkirchen, die Balkenkreuze mussten auf Befehl der Bundeswehr vor 1974 von dieser Atomwaffe entfernt werden.

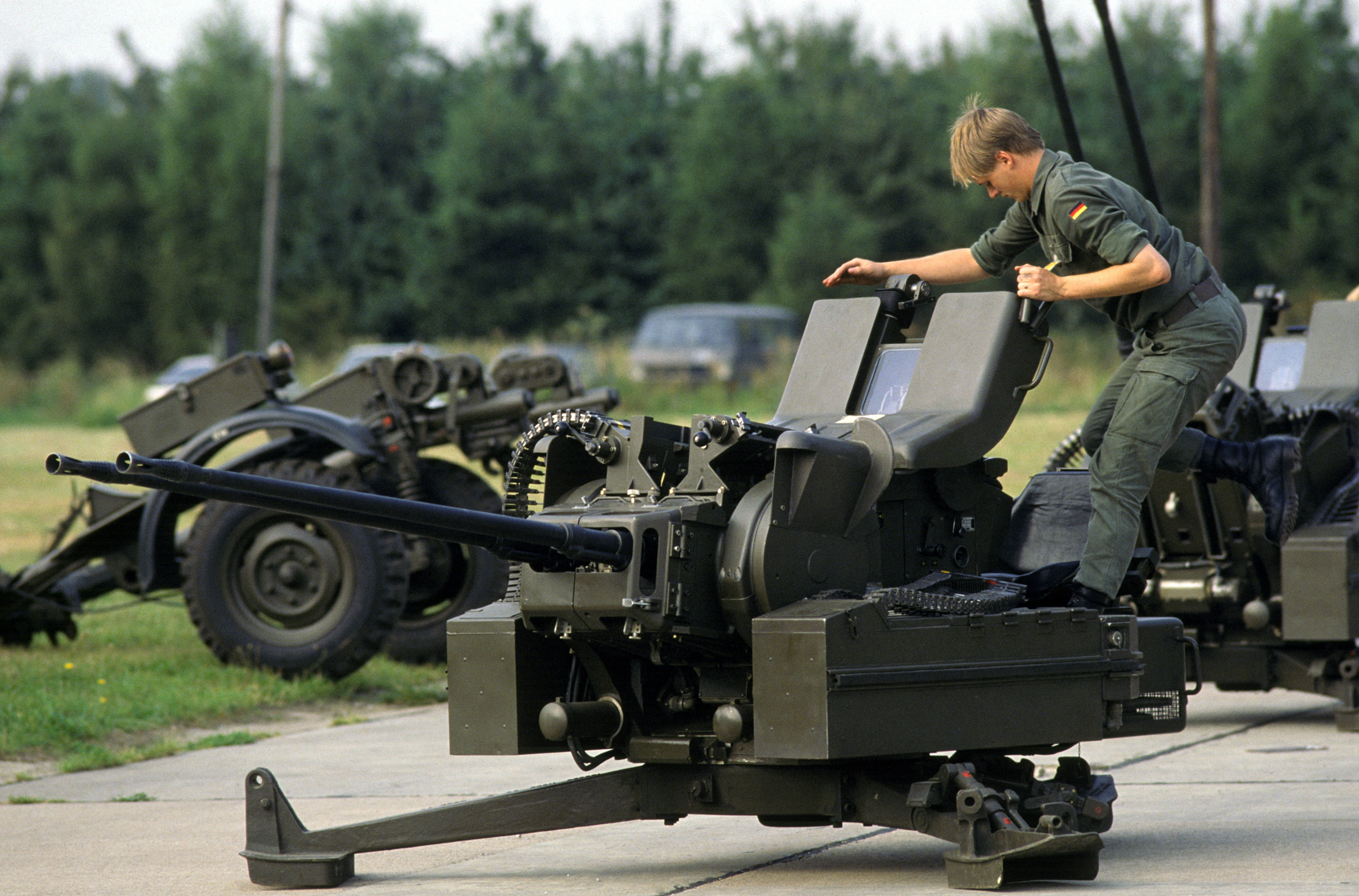
Rheinmetall Flak 20 mm Zwilling

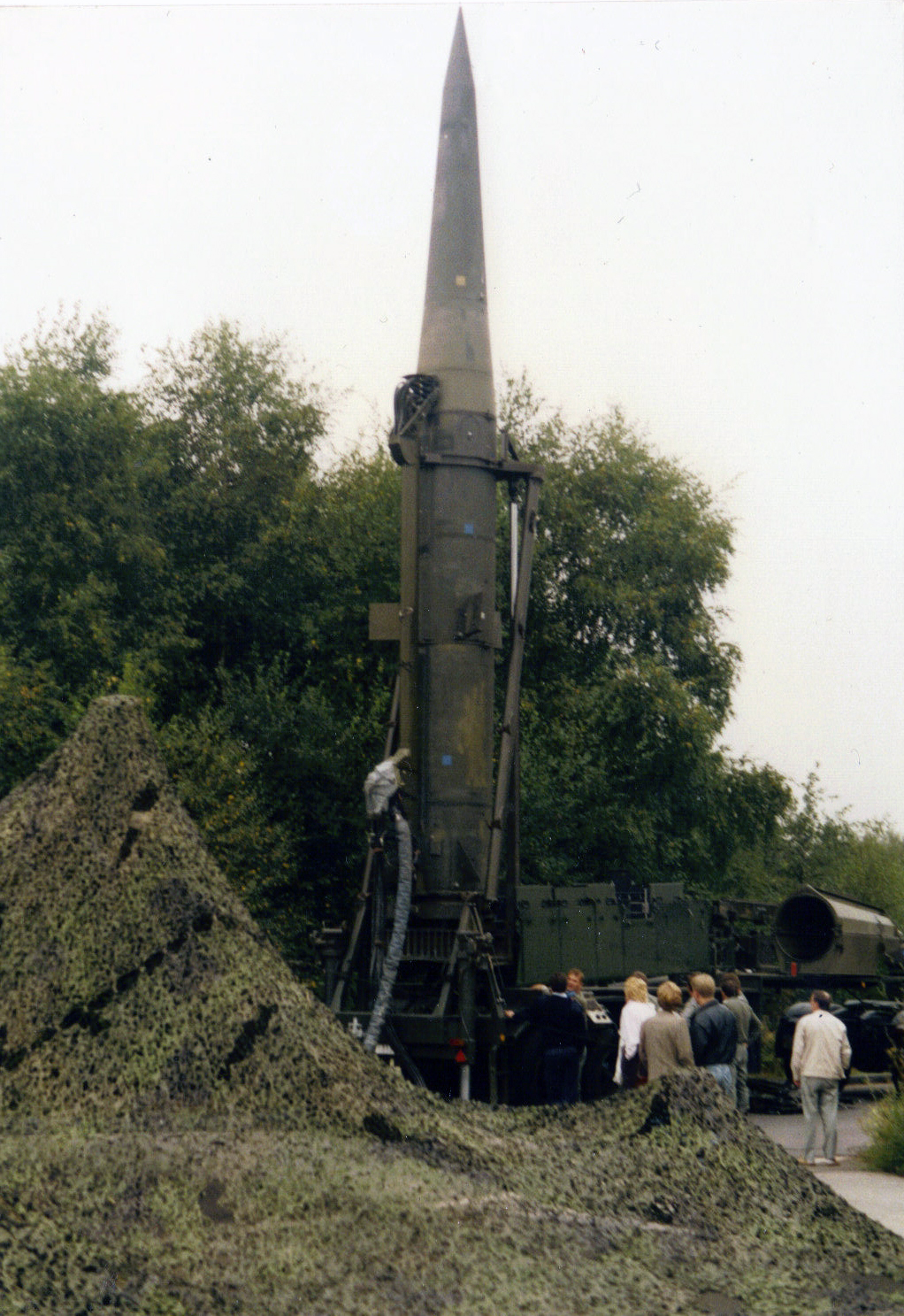
Pershing 1a des FKG 2, August 1989, Geilenkirchen

1971 wurden die Verbände unter Oberst Egon Winkler (1971-1976) mit der leistungsgesteigerten Pershing 1a ausgerüstet. Dies bedeutete unter anderem eine Umstellung von Ketten- auf Radfahrzeuge und von analogen auf digitale Waffenrechner.
Gleichzeitig erfolgte eine Umstrukturierung der Flugkörpergeschwader. Sie setzten sich nun aus dem Geschwaderstab, einer Unterstützungs- und einer Einsatzgruppe zusammen.
Die Unterstützungsgruppe bestand aus:  
- einer Stabsstaffel, mit angegliedertem Unteroffizierlehrgang und Fahrschule in Nörvenich,
- den Flakbatterien 21 und 22 (Flak 20mm Zw Rh 202) als Geräteeinheiten, sie wurden im Übungs- und V-Fall von der Sicherungsstaffel übernommen und eingesetzt,
- der Sicherungsstaffel,
- der Luftwaffensanitätsstaffel und
- der Versorgungsstaffel.

Die Einsatzgruppe gliederte sich in eine Stabsstaffel (Stabsstaffel I./Flugkörpergeschwader in Geilenkirchen, Fliegerhorst App. 312) und vier Flugkörperstaffeln (genannt Staffeln 1.-4./FKG 2).
Dazu die II./Stabsstaffel FKG 2 in Nörvenich. Ausbildung ATN 8 Stufe für Pershing 1a.
Eine Flugkörperstaffel mit 240 Soldaten bestand aus: 
- drei Abschussbereichen (mit je drei Pershing 1a-Flugkörpern, in Bunkern gesondert gelagert),
- Fernmeldezug, (genannt FM-Zug)
- Sicherungszug mit vier Sicherungsgruppen, (genannt Sich-Zug)
- Staffelzug, (genannt: Innendienstzug mit "Spieß", Rechnungsführer, Refü, Personalbüro, Pers, Technikbüro: Flugkörper-Elektronischer-Offizier, Fk-Elo-Offz) sowie
- einem angegliederten US-Team.

## Außerdienststellung und Auflösung
Im Zuge der Abrüstung im Zusammenhang mit dem INF-Vertrag wurden beide Geschwader mit Ende des Kalten Krieges am 4. Oktober 1990 außer Dienst gestellt und zum 31. Dezember 1991 aufgelöst.